# Intensiv afdeling
En intensiv afdeling (også intensivafdeling) eller et intensivafsnit, forkortet ITA, er en afdeling på et sygehus, der behandler, observerer og plejer patienter med akutte og livstruende sygdomme i døgndrift. En intensiv afdeling er bemandet med et specialuddannet personale og avanceret teknisk udstyr til såvel observation som behandling. Større sygehuse har ofte flere intensive afdelinger; f.eks. har Odense Universitetshospital både en anæstesiologisk-intensiv afdeling, en intensiv afdeling for lunge- og hjerte-kar-sygdomme samt en neuro-intensiv afdeling.
Behandlingen på den intensive afdeling har fokus på at støtte eller erstatte organfunktioner (hjerte, lunger, kredsløb, lever og nyrer) mens den primære sygdom behandles. Patienterne lider f.eks. af svær kredsløbspåvirkning, betydelige vejrtrækningsproblemer, svær forgiftning, svære lidelser i hormonsystemet (eksempelvis diabetes) eller svære lidelser i centralnervesystemet. Endelig behandler intensivafsnit også hårdt medtagne ofre for trafikulykker eller patienter, der har gennemgået store operationer.
Grundet patienternes kritiske tilstand er en intensiv afdeling stærkere bemandet end almindelige sygehusafdelinger. Personalet består af speciallæger i anæstesiologi eller intensiv medicin samt særligt efteruddannede sygeplejersker og social- og sundhedsassistenter. Afdelingen er både bemandet med læger og sygeplejersker døgnet rundt, ligesom afdelingen hele døgnet kan foretage laboratorieprøver og billeddiagnostik.
Den intensive behandling har rødder tilbage til 1854, hvor Florence Nightingale under Krimkrigen havde succes med at isolere de hårdt kvæstede soldater fra de mindre kvæstede. Det reducerede dødeligheden fra 40 til 2%. I 1950 videreudviklede anæstesiologen Peter Safar konceptet, og regnes for at være pioner indenfor intensiv medicin.
Verdens første egentlige intensive afdeling blev etableret under polioepidemien i 1952 af Bjørn Ibsen på Blegdamshospitalet i København.